# Estat de Palestina
|  | No s'ha de confondre amb Palestina, Territoris Palestins, o Autoritat Nacional Palestina. |

Palestina (àrab: فلسطين, Filasṭīn, Falasṭīn o Filisṭīn), oficialment declarat com l'estat de Palestina (àrab: دولة فلسطين, Dawlat Filasṭin), és un estat amb reconeixement limitat ubicat al Pròxim Orient, més concretament en el Llevant mediterrani, i que limita amb Israel, Jordània, Egipte i la ribera sud-oriental de la mar Mediterrània. Va ser proclamat a l'exili a l'Alger, el 15 de novembre del 1988, quan el Consell Nacional de l'Organització per a l'Alliberament de Palestina (OAP) va adoptar la declaració d'independència de Palestina de manera unilateral. En aquell temps, l'OAP no exercia control sobre cap territori, i era un govern en l'exili. Encara avui, part del territori reclamat es manté sota ocupació d'Israel. Reivindica els territoris palestins definits abans de la guerra de 1967, i ha designat Jerusalem Est com la seva capital. El 1994, d'acord amb els Acords d'Oslo entre la OAP i el Govern d'Israel, es va establir l'Autoritat Nacional Palestina com l'entitat administrativa transitòria. El 31 d'octubre del 2011, va ser admesa com a membre número 195 de la UNESCO, com a estat membre de ple dret.
El 29 de novembre del 2012, l'Assemblea General de les Nacions Unides va adoptar la Resolució 67/19 (projecte de resolució A/67/L. 28) en virtut de la qual va concedir a Palestina la condició d'«estat observador no membre» de l'organització, reafirmant a més el dret del poble palestí a un territori sota les fronteres definides abans de la Guerra del 1967. Aquesta resolució no implica encara l'admissió de Palestina com a membre ple dret de l'organització, ja que per a això es necessitaria l'aprovació del Consell de Seguretat, on els Estats Units s'hi oposa. No obstant això, els territoris definits com a zona C pels Acords d'Oslo, actualment el 60% de Cisjordània, segueixen sota ocupació israeliana i governats per l'Administració civil israeliana mentre que l'Autoritat Nacional Palestina (reconeguda com a govern legítim) només té ple control sobre les zones A, aproximadament el 18% de Cisjordània. Finalment, les zones B són controlades conjuntament, aproximadament el 20% del territori.

## Etimologia
Des del mandat britànic, el terme "Palestina" s'ha associat a l'àrea geogràfica que actualment cobreix l'estat d'Israel, Cisjordània i la Franja de Gaza. L'ús general del terme "Palestina" o termes relacionats amb la zona sud-est del mar Mediterrani al costat de Síria està acceptat des de l'època de l'antiga Grècia, quan Heròdot va escriure al segle V a.C històries d'un "districte de Síria, anomenat palestí" en què els fenicis interactuaven amb altres pobles marítims. Es creu que el terme "Palestina" (en llatí, Palæstina) va ser un terme encunyat pels grecs per a l'àrea de terra ocupada pels filisteus, encara que hi ha altres explicacions.

### Terminologia
Aquest article utilitza els termes "Palestina", "Estat de Palestina", "territori palestí ocupat" (oPt o OPT) indistintament segons el context. Concretament, el terme "territori palestí ocupat" fa referència en general a l'àrea geogràfica del territori palestí ocupat per Israel des del 1967. En tots els casos, qualsevol referència a terra o territori fa referència a terres reclamades per l'Estat de Palestina.

## Història
El 1947, l'ONU va adoptar un pla de partició per a una solució de dos estats al territori restant del mandat britànic. El pla va ser acceptat per la direcció jueva, però rebutjat pels líders àrabs, i Gran Bretanya es va negar a aplicar-lo. A la vigília de la retirada britànica definitiva, l'Agència Jueva per la Terra d'Israel va proclamar la creació de l'Estat d'Israel d'acord amb el pla proposat per l'ONU. El Comitè Superior Àrab no va declarar un estat propi i, en canvi, juntament amb Transjordània, Egipte i els altres membres de la Lliga Àrab de l'època, van iniciar una acció militar que va resultar en la guerra araboisraeliana del 1948. Durant la guerra, Israel va guanyar territoris addicionals que van ser integrats a l'Estat d'Israel, usurpant-los a l'estat àrab segons el pla de les Nacions Unides. Egipte va ocupar la Franja de Gaza i Transjordània va ocupar i annexionar Cisjordània. Egipte va donar suport inicialment a la creació d'un govern a tota Palestina, però el va dissoldre el 1959. Transjordània no el va reconèixer mai i va decidir incorporar Cisjordània amb el seu propi territori per formar Jordània. L'annexió es va ratificar el 1950, però va ser rebutjada per la comunitat internacional. La Guerra dels Sis Dies del 1967, quan Israel va lluitar contra Egipte, Jordània i Síria, va acabar amb Israel ocupant Cisjordània i la Franja de Gaza, a més d'altres territoris.

El 1964, quan Jordània controlava Cisjordània, s'hi establí l'Organització per a l'Alliberament de Palestina (OAP) amb l'objectiu d'enfrontar-se a Israel i recuperar el territori. La Carta Nacional Palestina de l'OAP defineix els límits de Palestina com el territori restant del mandat, inclòs Israel. Després de la guerra dels sis dies, l'OAP es va traslladar a Jordània i més tard al Líban, després del setembre negre de 1971.

Bandera de Palestina sota mandat britànic.

Palestina i Transjordània sota mandat britànic

La cimera de la Lliga Àrab d'octubre de 1974 va designar l'OAP com a "únic representant legítim del poble palestí" i va reafirmar "el seu dret a establir un estat d'urgència independent". El novembre de 1974, l'OAP va ser reconeguda com a competent en tots els assumptes relatius a la qüestió de Palestina per part de l'Assemblea General de les Nacions Unides que els va atorgar l'estatus d'observador com a "entitat no estatal" a l'ONU. Després de la Declaració d'Independència de 1988, l'Assemblea General de les Nacions Unides va reconèixer oficialment la proclamació i va decidir utilitzar la designació "Palestina" en lloc de "Organització per a l'Alliberament de Palestina" a les Nacions Unides. Malgrat aquesta decisió, l'OAP no va participar en l'ONU en la seva capacitat de govern de l'Estat de Palestina.
El 1979, a través dels acords de Camp David, Egipte va indicar el final de qualsevol reclamació sobre la Franja de Gaza. El juliol de 1988, Jordània va cedir les seves reclamacions sobre Cisjordània, excepte la tutela sobre Mont del Temple, a l’OAP. El novembre de 1988, la legislatura de l'OAP, mentre estava a l'exili, va declarar la creació de l'Estat de Palestina. El mes següent, va ser reconegut ràpidament per molts estats, inclosos Egipte i Jordània. A la Declaració d'Independència Palestina, l'Estat de Palestina es descriu com el "territori palestí", sense especificar explícitament res més. Per això, alguns dels països que van reconèixer l'Estat de Palestina en les seves declaracions de reconeixement es refereixen a les "fronteres de 1967", reconeixent així com el seu territori només el territori palestí ocupat i no Israel. La sol·licitud d'adhesió a l'ONU presentada per l'Estat de Palestina també especificava que es basava en les "fronteres de 1967". Durant les negociacions dels Acords d’Oslo, l’OAP va reconèixer el dret d’existència d’Israel i Israel va reconèixer l’OAP com a representant del poble palestí. Entre el 1993 i el 1998, l'OAP es va comprometre a canviar les disposicions de la seva Carta Nacional Palestina, incompatibles amb l'objectiu d'una solució de dos estats i una coexistència pacífica amb Israel.
Després que Israel prengués el control de Cisjordània i la Franja de Gaza, començà a establir-hi assentaments israelians. Es van organitzar al districte de Judea i Samaria (Cisjordània) i al Consell Regional de Hof Aza (Franja de Gaza) al districte sud. L'administració de la població àrab d'aquests territoris va ser realitzada per l'Administració Civil Israeliana sota el mandat del Coordinador d'activitats governamentals als territoris i pels consells municipals locals presents des d'abans de la presa de possessió israeliana. El 1980, Israel va decidir congelar les eleccions per a aquests consells i establir-hi Lligues del Poble, els funcionaris dels quals estaven sota la influència israeliana. Més tard, aquest model va esdevenir ineficaç tant per a Israel com per als palestins, i les Lligues del Poble van començar a trencar-se, sent l'última la Lliga Hebron, dissolta el febrer de 1988.
El 1993, en els Acords d'Oslo, Israel va reconèixer l'equip negociador de l'OAP com a "representant del poble palestí", a canvi que l'OAP reconegui el dret d'Israel a existir en pau, l'acceptació de les resolucions 242 i 338 del Consell de Seguretat de l'ONU i el seu rebuig a violència i terrorisme". Com a resultat, el 1994 l'OLP va crear l'administració territorial anomenada l'Autoritat Nacional Palestina (ANP), amb funcions governamentals a Cisjordània i la Franja de Gaza. El 2007, després que Hamàs obtingués el control de la Franja de Gaza va dividir políticament i territorialment els palestins, amb Fatah de Mahmud Abbas governant de iure Cisjordània i reconeguda internacionalment com a l'Autoritat palestina oficial, mentre que Hamàs consolidava el seu control sobre la Franja de Gaza. L'abril de 2011, ambdós grups palestins van signar un acord de reconciliació, però la seva implementació no va ser possible fins que es va formar un govern d'unitat el 2 de juny de 2014.
Tal com es preveia als Acords d'Oslo, Israel va permetre a l'OLP establir institucions administratives provisionals als territoris palestins, que es van presentar en la froma de l'ANP. Se li va donar control civil a l'àrea B i control civil i de seguretat a l'àrea A, i va romandre sense implicació a l'àrea C. El 2005, després de la implementació del pla de desvinculació unilateral d’Israel, l'ANP va obtenir el control total de la Franja de Gaza, a excepció de les seves fronteres, l'espai aeri i les aigües territorials. Després del conflicte entre Fatah i Hamàs del 2006, Hamàs va prendre el control de la Franja de Gaza i Fatah va prendre el control de Cisjordània. Des de 2007, la Franja de Gaza va ser governada de facto per Hamàs i Cisjordània per Fatah.

### Evolució del territori palestí
L'Organització Sionista Mundial Fundada per Theodor Herzl a Basilea durant 1897: el Programa de Basilea declarava: "El sionisme busca establir una llar per al poble jueu a Palestina, assegurat sota el dret públic".
El mapa il·lustrat demostra que més del 90% de la terra pertany als palestins.
Pla de partició de l'ONU:
Guerra araboisraeliana:
La comunitat jueva es declara independent al nou Estat d'Israel.
Els estats àrabs veïns intervenen militarment, precipitant la primera guerra araboisraeliana.

## Política i govern

### Govern
El Govern i política de Palestina són dirigits per l'Autoritat Nacional Palestina (ANP), encara que no es tracti d'un Estat sobirà amb independència absoluta i reconegut internacionalment. A més, posseeix el control polític de facto sobre una part dels territoris reclamats, tot i que altament disgregada. La política de l'ANP té lloc a l'interior del marc d'un estat semipresidencialista multipartidista, amb un president i un primer ministre que comanda un gabinet. Des de les eleccions de 2006 el govern es va comprometre diverses vegades entre 2006 i 2020 a convocar-ne de noves, però no les va convocar. L'abril de 2021, després que anunciés la celebració de les primeres eleccions generals en quinze anys, considerades una resposta a les crítiques sobre la legitimitat democràtica de les institucions palestines, el president palestí, Mahmud Abbas, va ajornar-les pel maig de 2021, enmig d'una nova crisi entre Israel i la Franja de Gaza.

### Poder executiu
El president de l'Autoritat Nacional Palestina és el càrrec polític de més alt rang (equivalent a cap d'Estat). El President és elegit per mitjà d'eleccions populars per un període de quatre anys. El president designa el primer ministre, que, per tant, no és directament escollit ni pel Parlament ni per sufragi.
A diferència del càrrec de Primer Ministre en moltes altres nacions, el primer ministre palestí no és un membre del poder legislatiu, sinó que el seu nomenament és realitzat independentment del partit governant. Tot i això, s'espera que el primer ministre representi el partit majoritari o la coalició governant al Parlament.
El lideratge de l'ANP ha estat disputat des del 14 de juny de 2007 quan es va trencar el govern d'unitat nacional perquè el president Abbas (Fatah) va declarar l'estat d'emergència per fer fora el primer ministre Ismaïl Hania (Hamàs) i el Consell Legislatiu Palestí (Parlament) no va reconèixer la legitimitat d'aquesta decisió.
La disputa entre Fatah i Hamàs ha tingut com a resultat que el primer controli Cisjordània i el segon Franja de Gaza, amb dirigents independents de facto, tots dos de dubtosa legitimitat constitucional. La situació es va agreujar el 9 de gener de 2009 quan el període del govern d'Abbas va expirar i Hamàs va nomenar a Abdel Aziz Duwaik com el seu propi president, que com a portaveu del Parlament pot mantenir el càrrec per seixanta dies sota circumstàncies especials.
Després d'anys de negociacions entre les dues parts, es va aconseguir un acord de reconciliació el 23 d'abril de 2014 que va donar pas, el 2 de juny de 2014, a la formació d'un govern d'unitat presidit per Mahmud Abbas i compost per 17 ministres designats pels dos grups. Els tres ministres residents a la Franja de Gaza no van poder assistir a la presa de possessió a Ramallah perquè Israel no els va autoritzar a sortir. Abbas va declarar que el nou govern reconeixia a l'Estat d'Israel i mantenia el seu compromís d'un acord de pau. Es va donar també sis mesos de termini per convocar eleccions presidencials i legislatives, tot i que no es va complir.

#### Principals càrrecs
| Càrrec                                | Nom               | Partit      | Des de              |
| ------------------------------------- | ----------------- | ----------- | ------------------- |
| President en Cisjordània              | Mahmoud Abbas     | Fatah       | 15 de gener de 2005 |
| Primer Ministre de Cisjordània        | Salam Fayyad      | Independent | 17 de juny de 2007  |
| President interí de la Franja de Gaza | Abdel Aziz Duwaik | Hamàs       | 9 de gener de 2009  |
| Primer Ministre de la Franja de Gaza  | Ismail Haniyeh    | Hamàs       | 29 de març de 2006  |

### Poder legislatiu
El Consell Legislatiu de Palestina (Majlis al-Tashri'i, en àrab) és el poder legislatiu de l'Autoritat Nacional Palestina (ANP). No s'ha de confondre amb el Consell Nacional de Palestina que segueix sent el poder legislatiu nacional del poble palestí com un tot. El Consell Legislatiu de Palestina va aprovar una nova llei al juny de 2005 que va incrementar el nombre de membres de 88 a 132 i va estipular que la meitat havia de ser triada sota un sistema de representació proporcional i l'altra meitat per les circumscripcions tradicionals.
El 25 de gener de 2006 van tenir lloc les últimes eleccions parlamentàries. Els sondejos a peu d'urna van indicar que Fatah guanyaria més escons que els altres partits, sense obtenir una majoria, però els resultats van ser diferents: L'aliança Canvi i Reforma, conformada per Hamàs, va obtenir 74 escons (29 proporcionals i 45 de districte) amb un 44,45% dels vots, mentre que Fatah només va obtenir 45 escons (28 proporcionals i 17 de districte) amb un 41,43%. Des de llavors no hi va haver més eleccions. Hamàs va impedir que hi hagués eleccions des que va assumir el poder.20 El Consell porta paralitzat des de 2007, quan Hamàs va prendre el control de la Franja de Gaza i va expulsar-ne a l'ANP.

### Divisions administratives

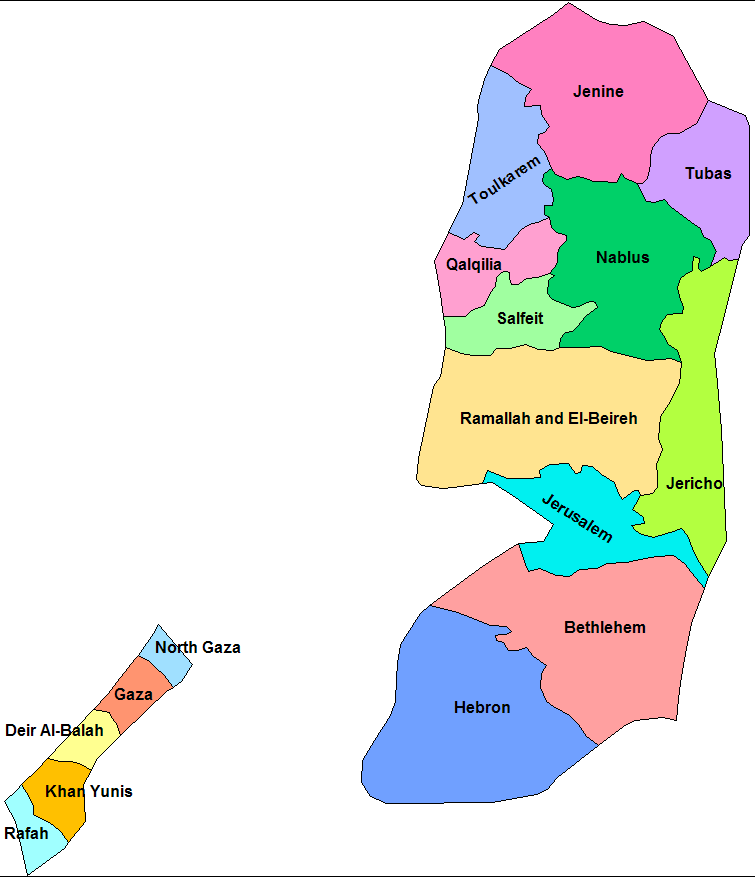
Governacions de Palestina

L'Estat de Palestina està dividit en setze divisions administratives.
| Nom                  | Àrea (km²) | Població | Densitat (per km²) | Capital de districte (Muhàfadha) |
| -------------------- | ---------- | -------- | ------------------ | -------------------------------- |
| Jenin                | 583        | 311,231  | 533.8              | Jenin                            |
| Tubas                | 402        | 64,719   | 161.0              | Tubas                            |
| Tulkarem             | 246        | 182,053  | 740.0              | Tulkarem                         |
| Nablus               | 605        | 380,961  | 629.7              | Nablus                           |
| Qalqiliya            | 166        | 110,800  | 667.5              | Qalqilya                         |
| Salfit               | 204        | 70,727   | 346.7              | Salfit                           |
| Ramal·lah i al-Bireh | 855        | 348,110  | 407.1              | Ramal·lah                        |
| Jericó               | 593        | 52,154   | 87.9               | Jericó                           |
| Jerusalem            | 345        | 419,108a | 1214.8a            | Jerusalem (de iure)              |
| Betlem               | 659        | 216,114  | 927.9              | Betlem                           |
| Hebron               | 997        | 706,508  | 708.6              | Hebron                           |
| Gaza Nord            | 61         | 362,772  | 5947.1             | Jabalia                          |
| Gaza                 | 74         | 625,824  | 8457.1             | Gaza                             |
| Deir al-Balah        | 58         | 264,455  | 4559.6             | Deir al-Balah                    |
| Khan Yunis           | 108        | 341,393  | 3161.0             | Khan Yunis                       |
| Rafah                | 64         | 225,538  | 3524.0             | Rafah                            |

L'organització territorial actual de l'Estat de Palestina va ser implantada arran dels acords d'Oslo de 1994. Aquell any l'ANP va crear el Ministeri de Govern Local (Ministry of Local Government) que el 1995 va estructurar el primer nivell de l'administració territorial del país en 16 governacions, 11 a Cisjordània i 5 a la Franja de Gaza.
Posteriorment, la Llei sobre el Govern Local (Law on Local Government) de 1997 va reorganitzar les administracions municipals que encara funcionaven segons antigues lleis inspirades en les administracions otomanes, egípcies, britàniques i jordanes. En funció del seu pes demogràfic, es van crear dos tipus d'administracions locals, els municipis (municipalities) i els pobles (village councils), que compten amb menys de 1.000 habitants. Els municipis es classifiquen al seu torn en municipis de tipus A, B, C o D segons la seva població. Al segle XXI, l'Oficina Central d'Estadístiques de Palestina (PCBS) va comptabilitzar 121 municipis (96 a Cisjordània i 25 a la Franja de Gaza) i 335 pobles. Gairebé tots els pobles estan situats a Cisjordània, on la població es troba més repartida pel territori en localitats relativament petites, i gairebé cap a la franja de Gaza per la seva alta densitat de població.
La llei de 1997 sobre administració local exclou els camps de refugiats de la jurisdicció del Ministeri de Govern Local. Depenen directament de l'Agència de Nacions Unides per als Refugiats de Palestina al Pròxim Orient (UNRWA), si bé aquesta només s'encarrega de subministrar serveis en matèria de sanitat i educació. Per a altres tipus de serveis, com el subministrament en aigua o electricitat, les responsabilitats són confuses i es gestionen conjuntament amb els municipis, la qual cosa dona lloc a diverses situacions segons el lloc.

### Reconeixement internacional
L'Estat de Palestina ha estat reconegut per 147 dels 193 membres de l'ONU i des del 2012 té un estatus d'Estat observador no membre a les Nacions Unides.

Països que han reconegut a l'Estat de Palestina
Països que no han reconegut a l'Estat de Palestina
Estat de Palestina

El 29 de novembre de 2012, en una votació de 138-9 (amb 41 abstencions i 5 absències), l'Assemblea General de les Nacions Unides va aprovar la resolució 67/19, que dota a Palestina d'una "entitat observadora" a un "estat observador no membre […] dins del sistema de les Nacions Unides", significant el reconeixement de la sobirania de l'ANP. El nou estatus de Palestina equival al de la Santa Seu. L'ONU ha permès a Palestina titular el seu càrrec de representació davant l'ONU com a "Missió d'Observador Permanent de l'Estat de Palestina a les Nacions Unides", i Palestina ha donat instruccions als seus diplomàtics perquè representin oficialment l'Estat de Palestina i no l'Autoritat Nacional Palestina. El 17 de desembre de 2012, el cap de protocol de les Nacions Unides, Yeocheol Yoon, va declarar que "la designació de l'Estat de Palestina serà utilitzada per la Secretaria en tots els documents oficials de les Nacions Unides", reconeixent així el títol "Estat de Palestina" com a nom oficial de l'estat per a tots els propòsits de l'ONU. El 21 de desembre de 2012, un memoràndum de l'ONU va discutir la terminologia adequada que s'hauria d'utilitzar després de la GA 67/19. S'hi assenyalava que no hi havia cap impediment legal per utilitzar la designació Palestina per referir-se a l'àrea geogràfica del territori palestí. Al mateix temps, es va explicar que tampoc hi havia cap impediment per a l'ús continuat del terme "territori palestí ocupat inclosa Jerusalem Oriental" o qualsevol altra terminologia que l'Assemblea pogués utilitzar habitualment. A 31 de juliol de 2019, 138 (71,5%) dels 193 estats membres de les Nacions Unides han reconegut l’Estat de Palestina. Molts dels països que no reconeixen l'Estat de Palestina reconeixen, tanmateix, l'OLP com el "representant del poble palestí". El Comitè Executiu de l'OLP està habilitat pel Consell Nacional Palestí per exercir les funcions de govern de l'Estat de Palestina.

## Geografia
L'Estat de Palestina es divideix en dues grans regions: Cisjordània i la Franja de Gaza. En general, les dues regions es troben en una zona desèrtica entre Àsia, Àfrica i el Mar Mediterrani, la situació afavoreix la varietat de climes en tan reduït espai. Les zones costaneres tenen un típic clima mediterrani amb hiverns temperats i humits i estius molt calorosos i secs. En bona part de Cisjordània el clima mediterrani està més continentalitzat, amb escasses precipitacions i molta diferència tèrmica entre les estaciones.

### Cisjordània
És la part del país de major grandària. Els seus límits serien per l'est el riu Jordà i la mar Morta i per l'oest l'anomenada Línia Verda que el separa de l'estat d'Israel. La major part de la frontera és amb Israel amb 307 quilòmetres de llarg.
El seu punt més baix és el Mar Mort amb -408 metres, constitueix una de les àrees més deprimides d'Orient Pròxim. Per contra, el seu punt més alt és la muntanya Tall Asur, amb 1.022 metres d'altitud sobre el nivell de la mar. A Cisjordània la majoria és terreny desèrtic improductiu, amb només un 18,97% de terreny de camps i, aproximadament la mateixa proporció de camp arable i cultivable (16,9%).

### Franja de Gaza
És una estreta franja de terra situada al Pròxim Orient, a al sud-oest d'Israel i a nord-est de la península de Sinaí d'Egipte. Té 11 km de frontera amb Egipte, a la ciutat de Rafah i 51 km de frontera amb Israel. Té 40 km de costa a la Mediterrània.
Aquest petit territori gaudeix d'un clima temperat a causa de la influència marítima de la mar Mediterrània, que li confereix el clima mediterrani com a únic del territori. Presenta un terreny pla amb dunes prop de la costa, sent el seu punt més alt Abu 'Awdah (Joz Abu' Auda), amb tan sols 105 metres sobre el nivell del mar.

## Economia

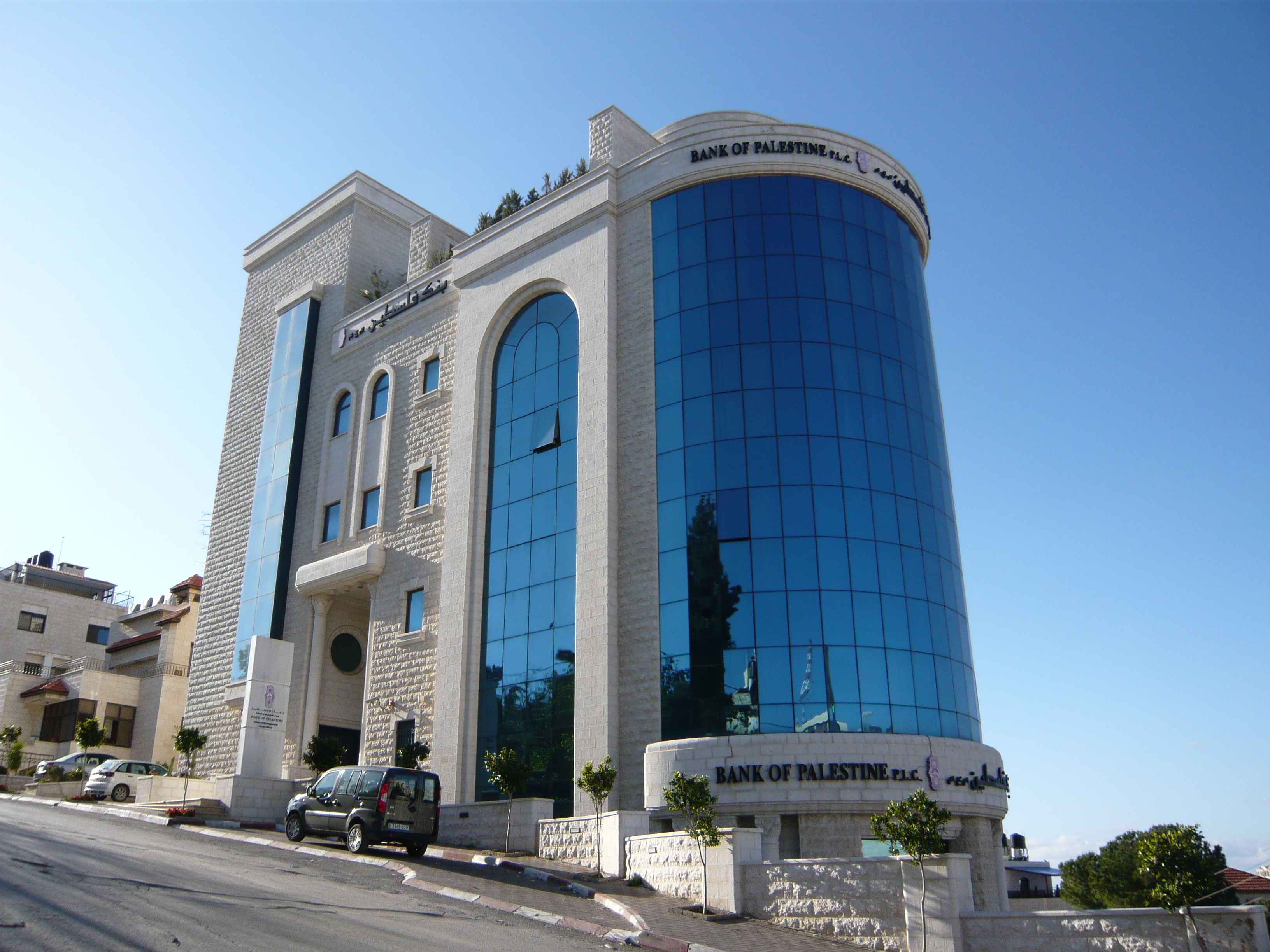
Banc Nacional de Palestina

L'economia palestina depèn sobretot del desenvolupament del procés de pau a l'Orient Mitjà. El 80% del comerç exterior i el dèficit corresponen a Israel. El dèficit comercial palestí va caure de 800 milions de dòlars el 1990 a 1.400 milions de dòlars el 1996 i 1.700 milions de dòlars el 1998. Una altra dependència és la del sector agrícola. Fins als anys noranta, representava una quarta part del producte nacional brut (PNB) i ocupava el 40% de la força de treball palestina. Si la seva participació es va reduir el 1993 al 15% del PNB i al 22% de la població activa, encara és més que la indústria que se centra sobretot d'infraestructures i d'inversions públiques i privades (més orientades a l'habitatge). L'economia palestina també depèn en gran manera de l'ajuda internacional.
| Sector (% PNB) | 1985± | 1994 | 1999 | 2002 | 2007 |
| -------------- | ----- | ---- | ---- | ---- | ---- |
| Indústria      | 8     | 12   | 17   | 12   | 16   |
| Serveis        | 11    | 21   | 62   | 70   | 65   |
| Agricultura    | 29    | 14   | 10   | 10   | 8    |

El PIB per capita a l'Estat de Palestina va augmentar un 7% a l'any de mitjana de 1968 a 1980, però es va reduir durant la dècada del 1980. Les condicions econòmiques a Cisjordània i Gaza, en què l'activitat econòmica es regeix pel Protocol Econòmic de París d'abril de 1994 entre Israel i l'Autoritat Palestina (ANP), es van deteriorar a principis de 1990. Després de les eleccions legislatives de gener de 2006, guanyades per Hamàs, molts països van tallar tots els fons a l'Autoritat Palestina. Segons el Banc Mundial en el primer semestre de l'any 2010, l'economia palestina va créixer un 7%, però depenent encara molt de l'ajuda estrangera. La desocupació va baixar a Gaza del 45% el 2008 al 39% al 2009 i a Cisjordània va descendir del 20% el 2008 al 18% el 2009.
Davant l’ocupació regular al sector privat, la participació del govern (Autoritat Palestina i Hamàs) en l’ocupació total augmenta del 17 al 26% entre 1999 i 2009, mentre que la dels llocs de treball del sector privat cau del 47 al 38%.

### Comunicacions
L'Oficina Central d'Estadístiques de Palestina (PCBS) i el Ministeri de Telecomunicacions i Tecnologia de la Informació van dir que hi havia 4,2 milions de subscriptors de mòbils cel·lulars a Palestina, en comparació amb els 2,6 milions a finals de 2010, mentre que el nombre de subscriptors d'ADSL a Palestina va augmentar a uns 363.000 a finals de 2019 des dels 119.000 en el mateix període. El 97% de les llars palestines tenen almenys una línia mòbil cel·lular, mentre que el 86% de les llars posseeix almenys un telèfon intel·ligent (91% a Cisjordània i 78% a la Franja de Gaza). Al voltant del 80% de les llars palestines tenen accés a Internet a casa seva i prop d'un terç té un ordinador. El 12 de juny de 2020, el Banc Mundial va aprovar una subvenció de 15 milions de dòlars per al Projecte de Tecnologia per a la Joventut i l'Ocupació (TechStart), l'objectiu del qual és ajudar el sector palestí de les tecnologies de la informació a millorar les capacitats de les empreses i crear més llocs de treball d'alta qualitat. Kanthan Shankar, Director del Banc Mundial per a Cisjordània i Gaza, ha declarat: “El sector de les tecnologies de la informació té el potencial de fer una forta contribució al creixement econòmic. Pot oferir oportunitats als joves palestins, que constitueixen el 30% de la població i pateixen una greu desocupació”.

### Turisme
El turisme al territori reclamat per l'Estat de Palestina es refereix al turisme a Jerusalem Est, Cisjordània i la Franja de Gaza. El 2010, 4,6 milions de persones van visitar els territoris palestins, davant els 2,6 milions del 2009. D'aquesta xifra, 2,2 milions van ser turistes estrangers i 2,7 milions nacionals. La majoria dels turistes vénen només per unes hores o com a part d'un itinerari d'un dia. En l'últim trimestre del 2012, més de 150.000 turistes es van allotjar en hotels de Cisjordània; el 40% eren europeus i el 9% procedien dels Estats Units i el Canadà. El 2013, la ministra de Turisme de l'Autoritat Palestina, Rula Ma'ay'a, va declarar que el seu govern pretén fomentar les visites internacionals a Palestina, però que l'ocupació és el principal factor que impedeix que el sector turístic es converteixi en una font important d'ingressos per als palestins. No s'imposen condicions de visat als estrangers, llevat de les imposades per la política de visats d'Israel. L'accés a Jerusalem, Cisjordània i Gaza està totalment controlat pel govern d'Israel, en canvi, l'entrada als territoris palestins ocupats només requereix un passaport internacional vàlid.

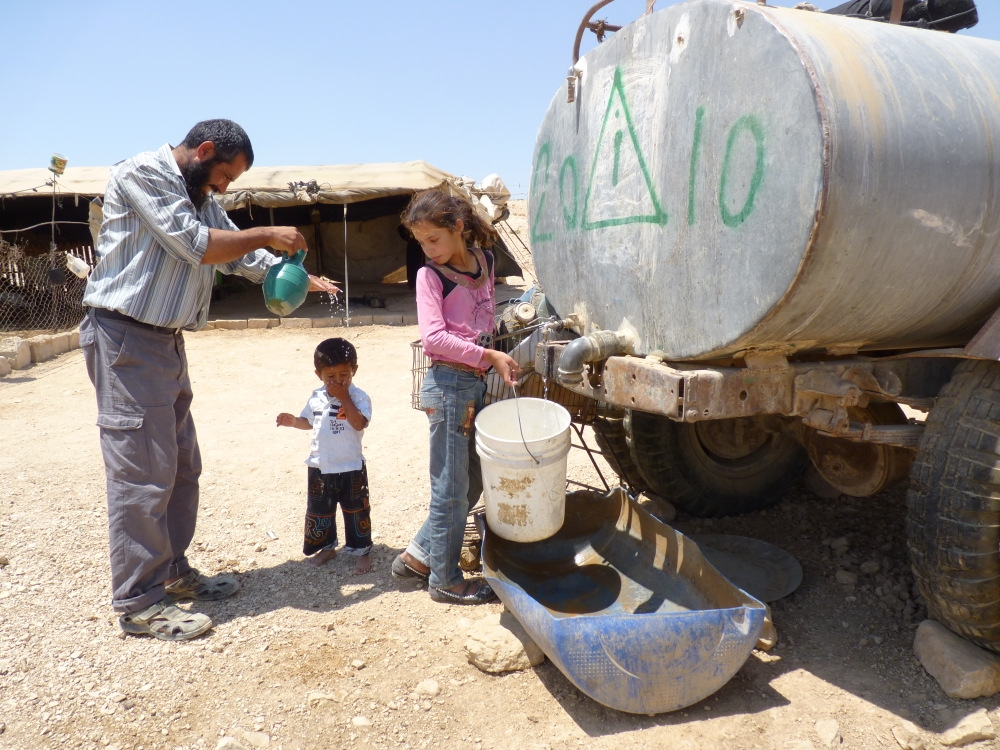
Els beduïns compren aigua als camions cisterna a Khirbet A-Duqaiqah, als turons del sud d'Hebron, a prop de la Línia Verda, un poble de 300 habitants que no està connectat a la xarxa d'aigua.

### Subministrament d'aigua i sanejament
El subministrament d'aigua i el sanejament als territoris palestins es caracteritzen per una greu escassetat d'aigua i estan molt influenciats per l'ocupació israeliana. Els recursos hídrics de Palestina estan totalment controlats per Israel i el repartiment de les aigües subterrànies està subjecte a les disposicions de l'Acord d'Oslo II.
En general, la qualitat de l'aigua és considerablement pitjor a la franja de Gaza en comparació amb Cisjordània. Entre un terç i la meitat de l'aigua subministrada als territoris palestins es perd a la xarxa de distribució. El bloqueig permanent de la Franja de Gaza i la Guerra de Gaza han causat greus danys a les infraestructures de la Franja. Pel que fa a les aigües residuals, les plantes de tractament existents no tenen capacitat per tractar totes les aigües residuals produïdes, cosa que provoca una greu contaminació d'aquesta. El desenvolupament del sector depèn en gran manera del finançament extern.

## Demografia

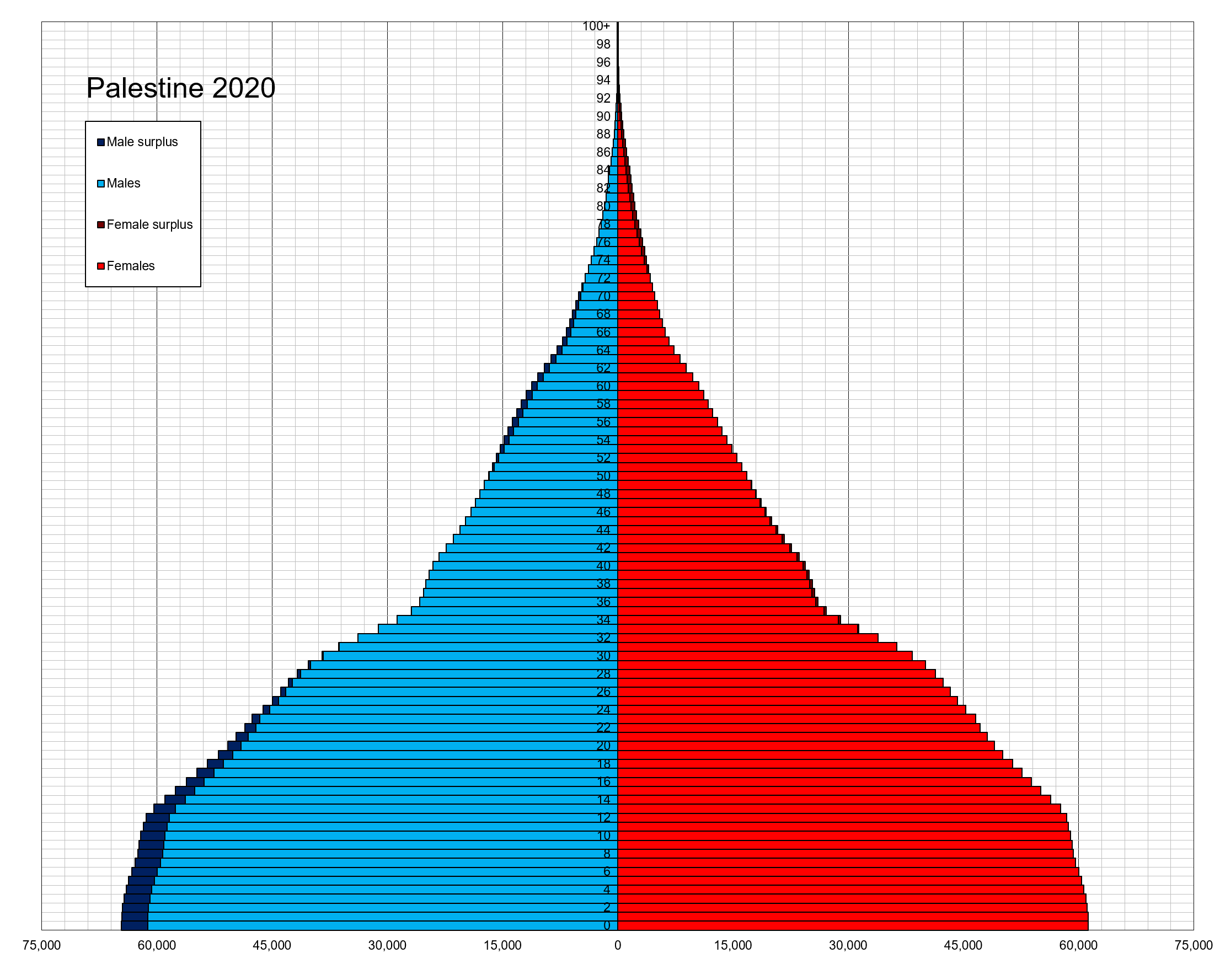
Piràmide de població de Palestina de 2020
dones
homes

Segons l'Oficina Central d'Estadístiques de Palestina, l'Estat de Palestina comptava amb 4.816.503 ciutadans el 2016, 2.935.368 a Cisjordània i 1.881.135 a la Franja de Gaza. Segons estimacions de la CIA World Factbook de juliol de 2017, uns 391.000 colons israelians vivien en assentaments a Cisjordània, als quals cal sumar els aproximadament 201.200 establerts a Jerusalem Est (xifra de 2014). D'acord amb The Guardian, l'any 2008 Palestina tenia una de les poblacions amb més creixement demogràfic del món, amb una xifra major al 30% en la dècada de 2000. Hi ha 3,76 milions de dones palestines a l'Estat de Palestina, en comparació als 2,89 milions que hi havia l'any 1998. D'acord amb l'Oficina del Cens dels Estats Units, el creixement demogràfic entre 1995 i 2008 a Gaza i Cisjordània va ser de 106%, és a dir, la població va passar de 1,9 milions (1990) a 3,9 milions d'habitants.
| Evolució demogràfica | Evolució demogràfica | Evolució demogràfica | Evolució demogràfica |
| Any                  | Cisjordània          | Franja de Gaza       | Total                |
| -------------------- | -------------------- | -------------------- | -------------------- |
| 1950                 | 771.000              | 245.000              | 1.016.000            |
| 1960                 | 805.000              | 308.000              | 1.113.000            |
| 1970                 | 690.000              | 340.000              | 1.030.000            |
| 1980                 | 900.000              | 460.000              | 1.360.000            |
| 1990                 | 1.250.000            | 650.000              | 1.900.000            |
| 2000                 | 1.980.000            | 1.130.000            | 3.110.000            |
| 2010                 | 2.520.000            | 1.600.000            | 4.120.000            |
| 2017                 | 3.008.770            | 1.943.398            | 4.952.168            |
| 2021                 | 3.120.448            | 2.106.745            | 5.227.193            |

Segons l'Oficina Central d'Estadístiques de Palestina, la densitat de població l'any 2009 era de 654 persones/km²: 433 persones/km² a Cisjordània i 4073 persones/km² a la Franja de Gaza, una de les més altes del món. A mitjans 2009 el percentatge de la població menor de 15 anys era de 41,9%, i per als majors de 65 anys va ser de només 3%.
| Densitat de població el 2009 | Densitat de població el 2009 |
| ---------------------------- | ---------------------------- |
| Cisjordània i Jerusalem Est  | 433                          |
| Franja de Gaza               | 4.073                        |
| Total                        | 654                          |

### Diàspora palestina
Encara que la major comunitat de palestins es troba en els anomenats territoris palestins, més de la meitat dels palestins viu en altres llocs com a refugiats o emigrants. L'absència de censos fa molt difícil establir dades de població. Malgrat això, a la fi de 2015, la Oficina Central d'Estadístiques de Palestina xifrava en 12.370.000 el nombre de palestins vivint tant a la Palestina històrica com en la diàspora. Les dades actuals de població palestina són els següents:
| País                | Població palestina |
| ------------------- | ------------------ |
| Palestina           | 3.935.249          |
| Jordània            | 3.000.000          |
| Israel              | 1.231.061          |
| Síria               | 630.035            |
| Líban               | 504.376            |
| Xile                | 300.000 - 400.000  |
| Egipte              | 50.000 - 71.000    |
| Kuwait              | 360.000            |
| Qatar               | 301.000            |
| Aràbia Saudita      | 240.000 - 407.000  |
| Emirats Àrabs Units | 92.000             |
| Estats Units        | 85.186             |
| Líbia               | 60.000             |
| Eritrea             | 38.000             |
| Canadà              | 31.245             |
| Yemen               | 30.000             |
| Honduras            | 27.000             |
| França              | 25.000             |
| Regne Unit          | 20.000             |
| Dinamarca           | 20.000             |
| Mèxic               | 13.000             |
| Colòmbia            | 12.000             |
| Perú                | 12.000             |
| Iraq                | 10.000 - 20.000    |
| Panamà              | 8.100              |
| Guatemala           | 1.800              |
| Argentina           | 1.100              |

### Idioma
L'àrab és l'idioma oficial establert per la Llei Bàsica Palestina. L'àrab palestí és la llengua vernacla. L'hebreu i l'anglès també són parlats àmpliament. Els colons establerts en els assentaments israelians, 16,1% de la població de Palestina, tenen l'hebreu com la seva llengua materna i a més, és el segon o tercer idioma per a molts palestins.

## Religió
Religió dels palestins (est. 2014)
La religió majoritària és l'islam sunnita, seguida pel 90% dels palestins; els cristians són el segon grup, representant prop del 10%, majoritàriament catòlics i ortodoxos. Igual que altres països laics de l'Orient Mitjà, com Síria o Líban, cristians i musulmans tenen molt bones relacions basades en el seu orgull nacional i cultural, la situació de conflicte amb Israel ha fomentat la unitat nacional en aquest sentit. A més, hi ha un petit percentatge de practicants del judaisme, particularment els samaritans de Naplusa i algunes petites comunitats de jueus àrabs ultraortodoxos vinculats a el moviment Neturei Karta que encara prefereixen identificar-se com palestins. Altres comunitats religioses més petites existents entre els palestins són els drusos, els ahmadíes, els bahais i alguns ateus o agnòstics.
Hi ha altres grups religiosos que tenen delegacions religioses a Palestina per ser un lloc amb tants espais sagrats per a diferents religions. Alguns d'aquests grups són: cristians ortodoxos, maronites i cristians armenis, entre d'altres. El conjunt dels cristians sumen uns 150.000 ciutadans, tot i que es dona una forta emigració en aquesta comunitat.

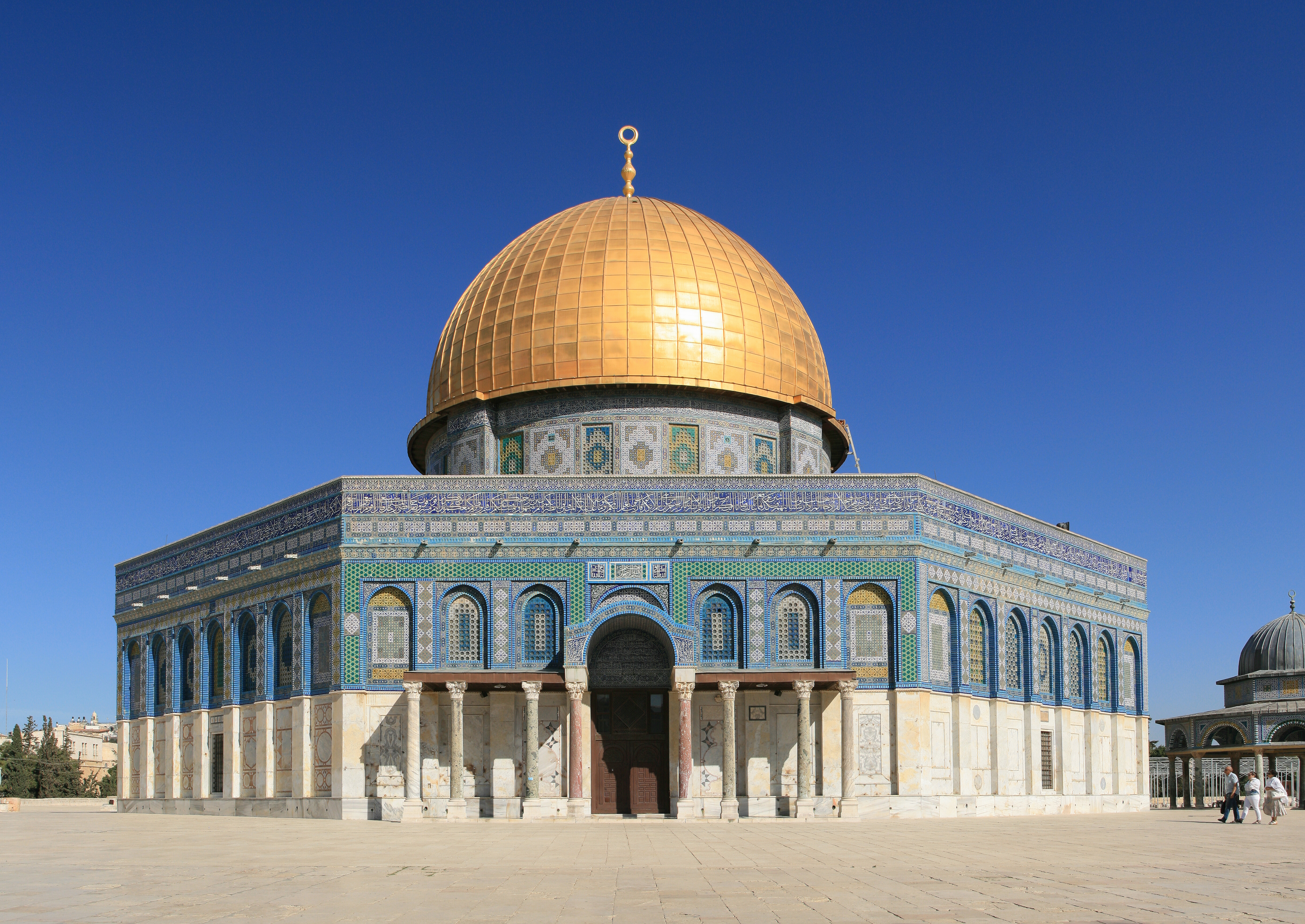
La Cúpula de la Roca a Jerusalem.
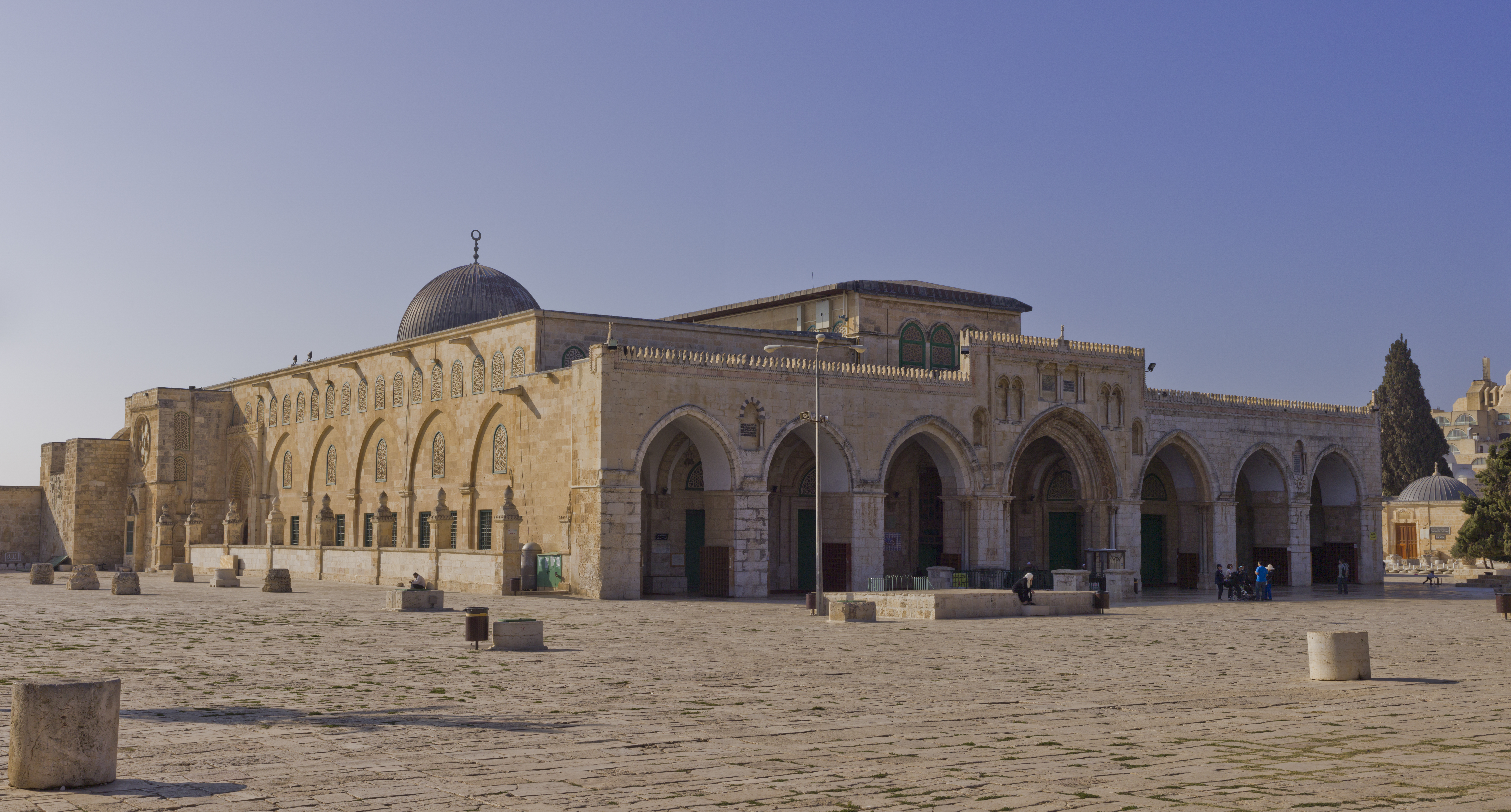
La mesquita d'Al-Aqsa a Jerusalem.
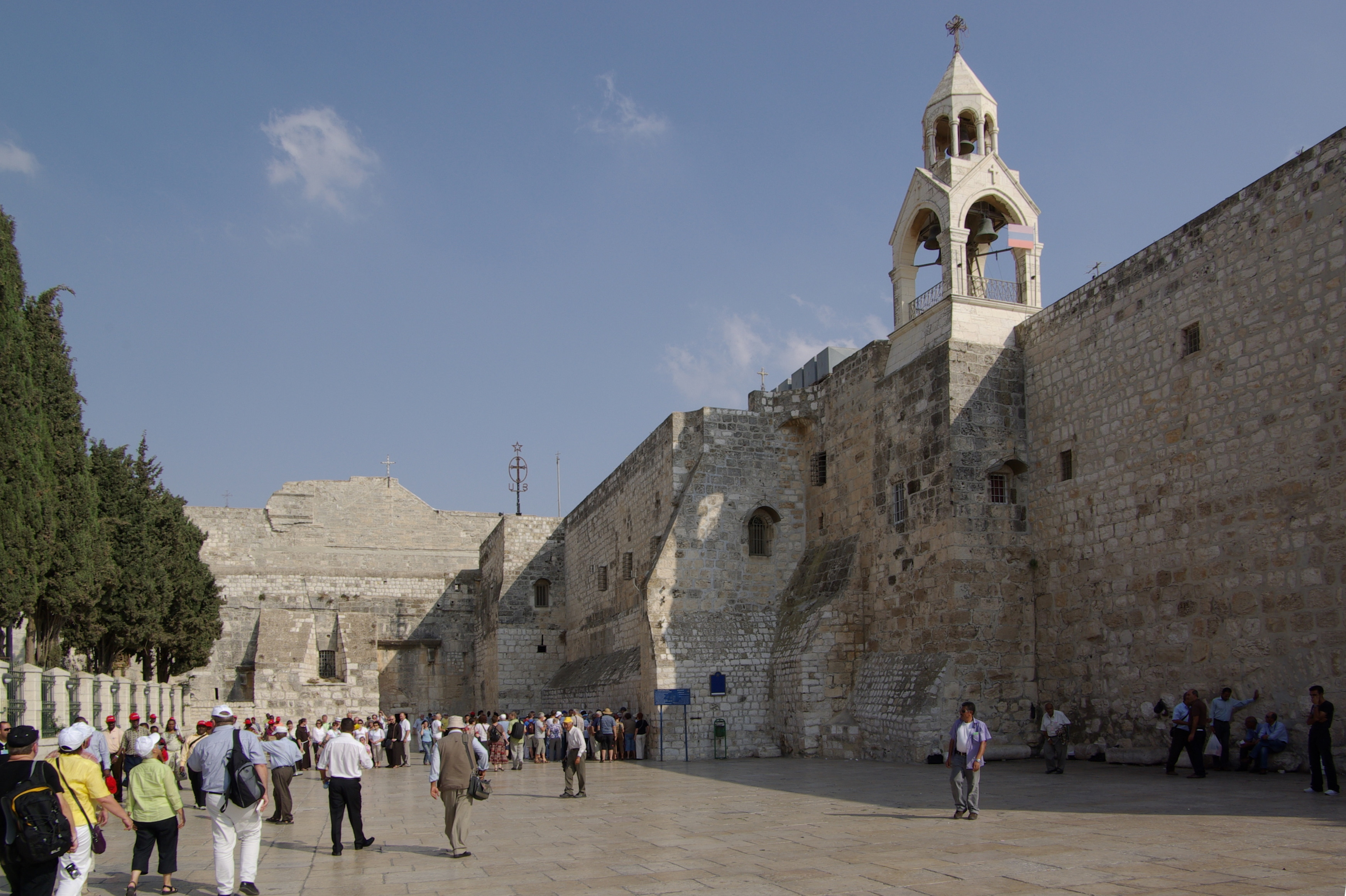
La Basílica de la Nativitat amb el campanar del monestir armeni en primer pla.
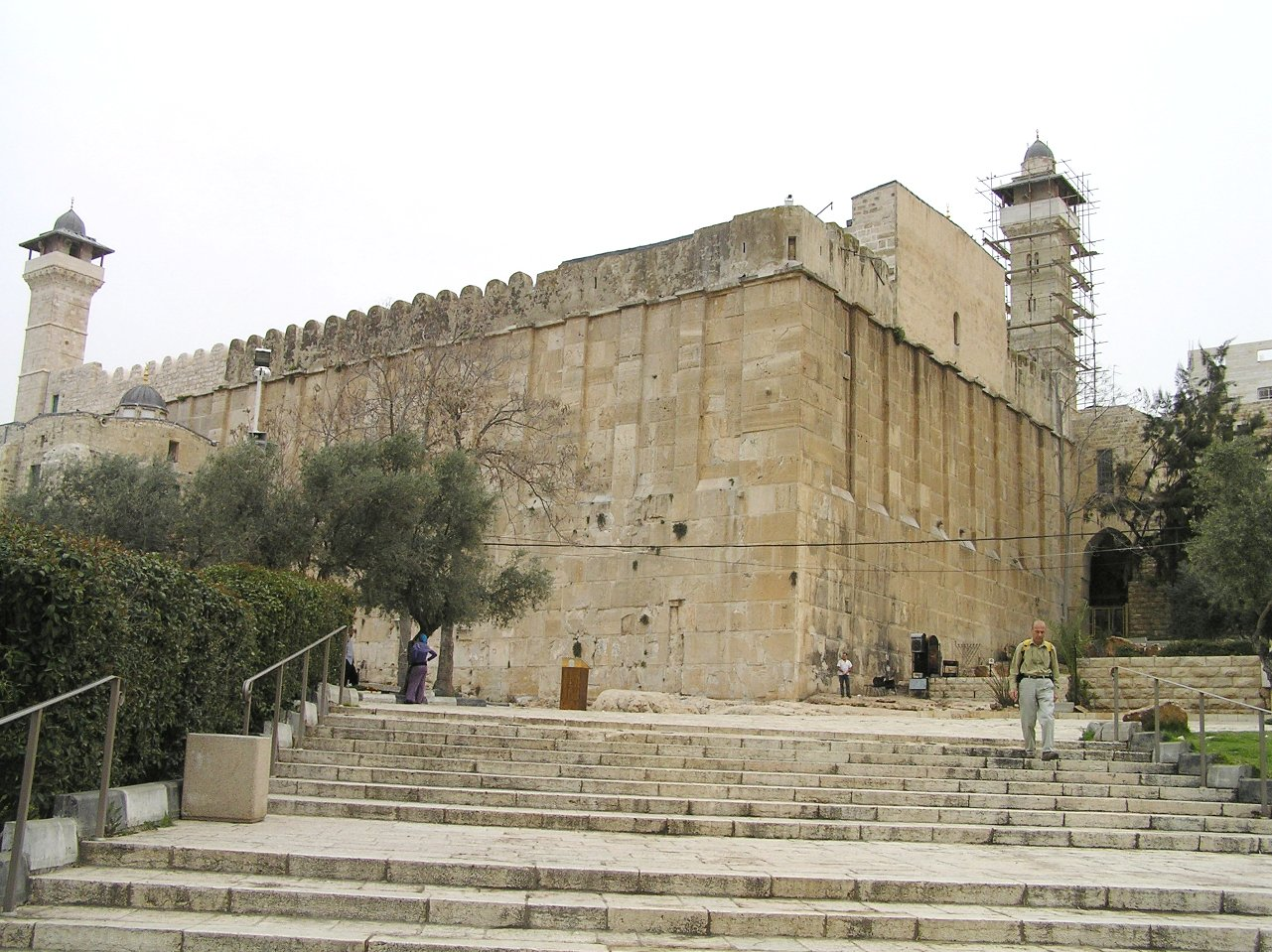
La mesquita d'Ibrahim a Hebron, també coneguda com la Cova de Macpelà.
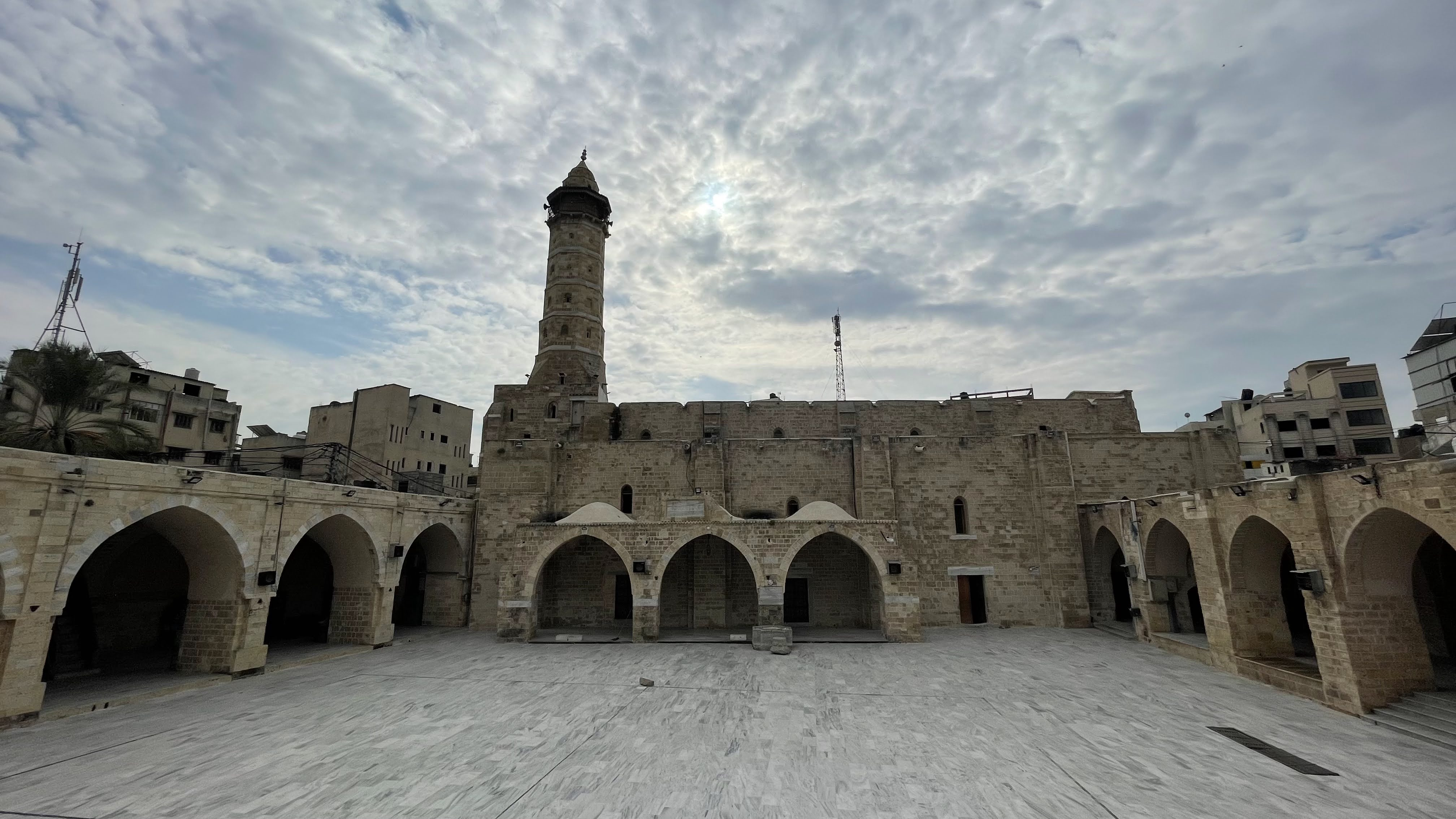
La Gran Mesquita de Gaza.

## Cultura

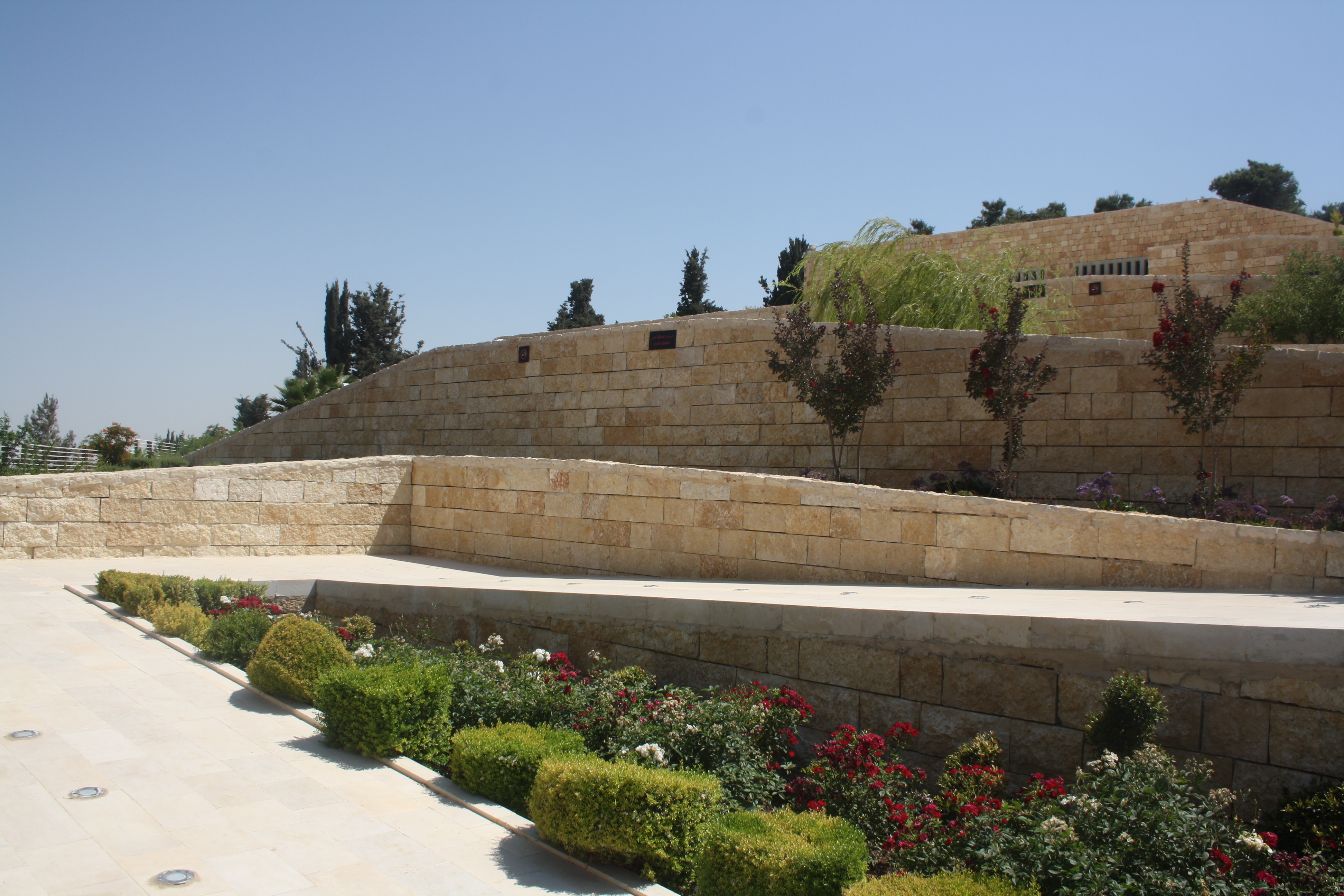
Museu Mahmoud Darwish, Ramallah

La cultura palestina està influenciada per les diverses cultures i religions que han existit a Palestina des del període cananeu. Les contribucions culturals en els camps de l'art, la literatura, la música, la indumentària i la cuina expressen la identitat palestina tot i la separació geogràfica entre els territoris palestins, els ciutadans palestins i la diàspora.
La cultura palestina consisteix en menjar, balls, llegendes, història oral, proverbis, acudits, creences populars, costums i comprèn les tradicions (incloses les tradicions orals) de la cultura palestina. El renaixement folklòric entre els intel·lectuals palestins com Nimr Sirhan, Musa Allush o Salim Mubayyid, i l'èmfasi en les arrels culturals preislàmiques, construeixen una identitat palestina amb un enfocament en les cultures cananea i jebusea. Tals esforços semblen haver donat fruit, com s'evidencia en l'organització de celebracions com el festival cananeu de Qabatiya i el festival anual de música de Yabus organitzat pel Ministeri de Cultura palestí.
Les cançons tradicionals palestines no tenen lletres fixes, sinó un ritme fix, la qual cosa permet la improvisació de lletres de poesia folklòrica. Una forma d'aquest estil de cant folklòric és Ataaba; consisteix en 4 versos, seguint una forma i un compàs específics. La característica distintiva d'ataaba és que els tres primers versos acaben amb la mateixa paraula que significa tres coses diferents, i el quart vers serveix com a conclusió. Ataaba se segueix interpretant en casaments i festivals a localitats àrabs d'Israel, Cisjordània i la Franja de Gaza.

### Festes nacionals
A Palestina, el dia de descans setmanal és el divendres. Els dies festius són:
- 1 de xawwal: Id al-Fitr o Final del Ramadà (3 dies)
- 10 de dhu-l-hijja: Id al-Ad·ha o Festa del xai o del Sacrifici (4 dies)
- 12 de rabí al-àwwal: Màwlid an-Nabí o Naixement del Profeta
- 1 de muhàrram: any nou (de l'Hègira)
- 27 de ràjab: al-Isrà wa-l-Miraj o viatge nocturn i ascens de Mahoma
- 1 de gener: Dia de la Revolució
- 15 de novembre: Dia de la Independència
- 1 de maig: Dia del Treball
- 25 de desembre: Nadal

### Esports

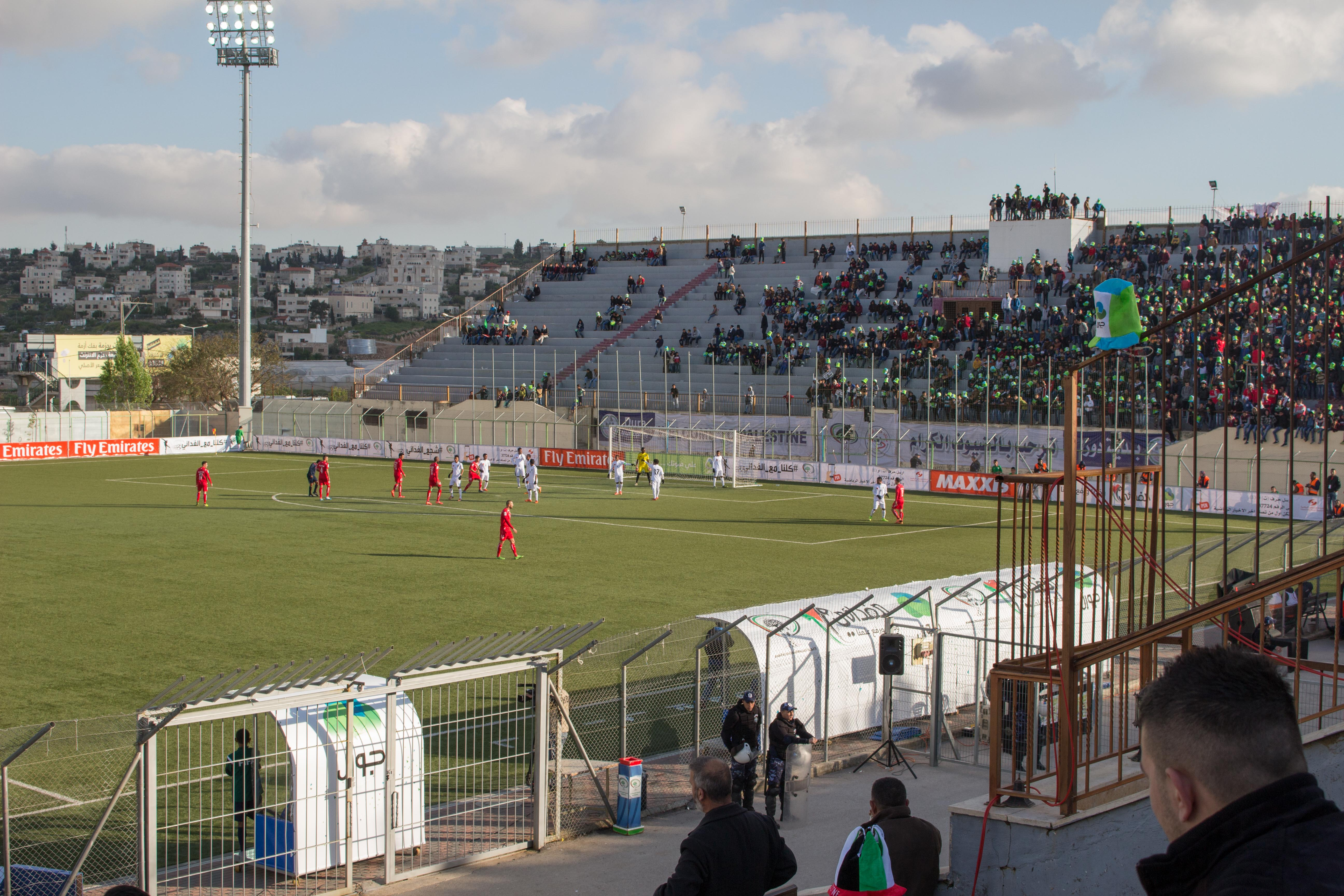
Partit internacional entre Palestina i Timor Oriental a Dura, Hebron.

L'esport és una de les principals aficions dels palestins i el futbol és considerat l'esport nacional, disputant actualment dues lligues: la Lliga Premier de Cisjordània i la Lliga Premier de la Franja de Gaza. La selecció de futbol de Palestina és membre de ple dret de la FIFA i està adscrita a la Confederació Asiàtica de Futbol, ocupant el febrer de 2018 el lloc 73 del rànquing FIFA en la seva secció masculina i 86 en la femenina. En el cas de la diàspora palestina, el club de futbol més important a nivell mundial és el Club Deportivo Palestino de Xile, amb una àmplia trajectòria en la primera divisió d'aquest país i en tornejos internacionales.
Altres esports importants a Palestina són el bàsquet (amb la seva selecció adscrita a FIBA Àsia) o el rugbi (amb equips com els Beit Jala Lions o els Ramallah Blue Snakes). A més, l'Estat de Palestina és també membre de ple dret del Comitè Olímpic Internacional i ha participat en els sis últims Jocs Olímpics en esports com l'hípica, l'atletisme, la natació, el judo o la marató, si bé no ha guanyat mai una medalla olímpica. No obstant això, ha guanyat tres medalles (dos bronzes i una plata) en els Jocs Paralímpics.
Entre els esportistes d'origen palestí més coneguts es troben el mestre internacional d'escacs Christian Michel, els futbolistes Munas Dabbur i Beram Kayal, la llançadora de javelina Sofia Sakorafa i el jugador de futbol americà Oday Aboushi.